# カステッロ・ディ・アンノーネ
カステッロ・ディ・アンノーネ（伊: Castello di Annone）は、イタリア共和国ピエモンテ州アスティ県にある、人口約1,900人の基礎自治体（コムーネ）。

## 地理

### 位置・広がり

#### 隣接コムーネ
隣接するコムーネは以下の通り。括弧内のALはアレッサンドリア県所属を示す。
- アスティ
- チェッロ・ターナロ
- クアットルディオ (AL)
- レフランコーレ
- ロッカ・ダラッツォ
- ロッケッタ・ターナロ

#### 地震分類
イタリアの地震リスク階級 (it) では、4 に分類される
。

## 行政

### 分離集落
カステッロ・ディ・アンノーネには、以下の分離集落（フラツィオーネ）がある。
- Alberoni, Bordoni, Crocetta, Monfallito, Poggio